# Socket 423
Socket 423是早期的Pentium 4處理器（Willamette核心）所使用的插座，由於它的設計被發現問題，以致在时钟频率上無法超越2GHz，只是一個臨時性解決方案，因此它的壽命不長，被Socket 478所取代。

## 使用Socket 423的處理器
- Willamette Pentium 4 1.3GHz-2.0GHz

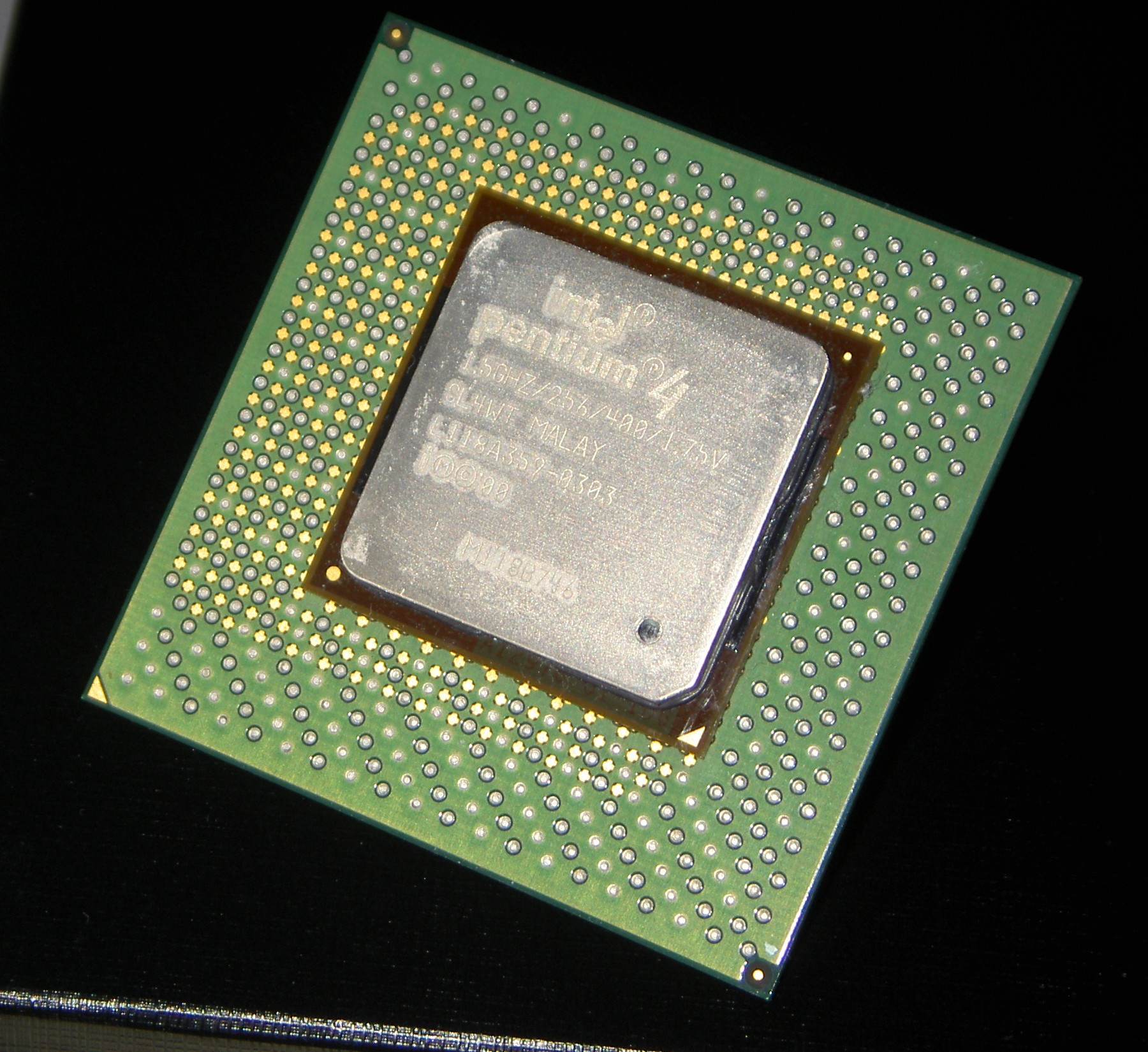
使用Socket423插座的Pentium 4

## Socket 423 升級方案
台灣一家主機板製造商雅威科技推出Socket423轉接Socket478的升級插槽，讓早期購買Socket 423的Pentium 4與RDRAM的人，可以升級到較高時脈的Socket 478的Pentium 4處理器。另外該公司也有推出Socket370升級插槽，讓較早期核心的Pentium III升級到Tualatin核心的Pentium III。

## 可使用Socket 423的晶片組

### 英特爾
- i845/850系列

i845/G/GL, i850/E

### ALi
- Aladdin P4/P4A

### ATi
- IGP330

### SiS
- SiS 645/645DX, 648/648FX, 650GX, 651

### VIA
- VIA P4X266/A/E, P4X400